# 贾马尔·穆雷
賈邁爾·莫瑞（英語：Jamal Murray，1997年2月23日—），加拿大職業籃球運動員，目前效力於NBA的丹佛金塊，綽號「藍箭」。他在加入NBA前，曾於肯塔基大學效力一年，之後投入了2016年NBA選秀，並於首輪第七順位被丹佛金塊選中。

## 早期生活
莫瑞生於加拿大安大略省的基秦拿市，並於當地長大。他是羅傑·莫瑞以及席爾瓦·莫瑞之子。莫瑞的父親在牙買加出生，並在九歲時搬至加拿大，在青少年時代是一名田徑選手，偶爾打籃球。當時，他時常與進入拳擊界之前的的拳擊手伦诺克斯·刘易斯一起比賽。
莫瑞還有一名弟弟，名為拉瑪。 
當莫瑞三歲時，他便花上幾個小時和籃球玩耍。六歲時，他參加了當地為十歲孩子舉辦的籃球聯盟比賽。當他十二、三歲時，他已經開始和頂尖的高中、甚至大學籃球球員鬥牛。莫瑞的父親教他許多籃球技巧，以及中國功夫的傳統訓練，包括冥想。

## 高中生活
莫瑞原先就讀基秦拿當地的泓河中学，後來轉學到安大略省的奧蘭治維爾，就讀當地的奧蘭治維爾預科高中，莫瑞的父親在那裡擔任助理教練。在高中時期，莫瑞和隊友索恩·梅克組成雙人組，擊敗不少美國傳統勁旅。
莫瑞在2015年耐克篮球峰会，莫瑞砍下三十分，並獲選為MVP。另外，他也拿下了2015年BioSteel加拿大籃球比賽的單場MVP，該場比賽包含了加拿大所有頂尖高中籃球員。

## 大學生涯
2015年6月24日，莫瑞加入了肯塔基大學，為约翰·卡里帕瑞教練打球。在大學第一年。莫瑞在季中獲得約翰伍登獎前二十五人的提名，也在奈史密斯獎座的前三十五名優秀運動員觀察名單中。莫瑞共出賽三十六場，平均得到20.2分，5.2籃板和2.2助攻，三分球命中率為40.8%。

### 大學生涯數據
| 賽季    | 球隊       | GP | GS | MPG  | FG%  | 3P%  | FT%  | RPG | APG | SPG | BPG | PPG  |
| ------- | ---------- | -- | -- | ---- | ---- | ---- | ---- | --- | --- | --- | --- | ---- |
| 2015–16 | 肯塔基大學 | 36 | 36 | 35.2 | .454 | .408 | .783 | 5.2 | 2.2 | 1.0 | .3  | 20.0 |

## 職業生涯

### 丹佛金塊 (2016–現在)
2016年6月23日，丹佛金塊在2016年NBA選秀以首輪第七順位挑選了莫瑞。同年8月，莫瑞和金塊隊簽訂了新秀合約。該年11月13日，莫瑞在對陣波特蘭拓荒者時得到了生涯新高19分。並且在下一場賽事，對上芝加哥公牛時，得到了24分。在12月1日時，莫瑞獲選為西部十月及十一月最佳新秀。
2023年季後賽首輪對陣明尼蘇達灰狼的第二場比賽中，莫瑞砍下40分，以122-113獲勝。這是他第五場在季後賽砍下40分，超越了亞歷克斯·英格利希創造的隊史紀錄。在西部半決賽的第一場比賽中，莫瑞以125-107擊敗鳳凰城太陽，得到34分、5個籃板和9次助攻。西部決賽第二場，莫瑞第四節拿下全場37分中的23分，外加10籃板5助攻4抄截，金塊隊108-103逆轉取勝洛杉磯湖人在系列賽中以2-0領先。在西部決賽的第3場比賽中，莫瑞在上半場得到37分中的30分，同時還有7個籃板和6次助攻，金塊隊以119-108獲勝，幫助金塊隊以3-0取得系列賽的絕對領先。在第4場比賽中，莫瑞再次成為金塊隊不可或缺的一員，在這場比賽中，他得到25分，以113-111獲勝。憑藉這場勝利，金塊隊4場就將湖人隊橫掃淘汰，並首次進入NBA總決賽。他還成為NBA歷史上第一位在分區決賽中以50/40/90的投籃命中率平均得到30分的球員。在NBA總決賽的第一場比賽中，莫瑞在以104-93戰勝邁阿密熱火的比賽中得到26分和10次助攻。他和尼古拉·約基奇也成為自1987年NBA總決賽的魔術師約翰遜和詹姆斯·沃西以來，NBA歷史上第二對在NBA總決賽比賽中各拿下至少25分和10次助攻的隊友。在第三場比賽中，莫瑞以34分、10個籃板和10次助攻砍下30分的大三元，以109-94戰勝熱火隊。他和約基奇成為NBA歷史上（例行賽賽或季後賽）首位在同一場比賽中砍下30分三雙的隊友。在第4場比賽中，莫瑞以108-95戰勝熱火隊，得到15分和12次助攻。他還成為NBA歷史上第一位在前四場總決賽中每場至少送出10次助攻的球員。在第五場比賽中，莫瑞貢獻14分、8個籃板和8次助攻，幫助金塊隊以94-89擊敗熱火隊，帶領金塊隊奪得球隊歷史上的第一個NBA總冠軍。

## 生涯數據

### NBA

#### 例行賽
| 賽季     | 球隊     | GP  | GS  | MPG  | FG%  | 3P%  | FT%  | RPG | APG | SPG | BPG | PPG  |
| -------- | -------- | --- | --- | ---- | ---- | ---- | ---- | --- | --- | --- | --- | ---- |
| 2016–17  | DEN      | 82* | 10  | 21.5 | .404 | .334 | .883 | 2.6 | 2.1 | .6  | .3  | 9.9  |
| 2017–18  | DEN      | 81  | 80  | 31.7 | .451 | .378 | .905 | 3.7 | 3.4 | 1.0 | .3  | 16.7 |
| 2018–19  | DEN      | 75  | 74  | 32.6 | .437 | .367 | .848 | 4.2 | 4.8 | .9  | .4  | 18.2 |
| 2019–20  | DEN      | 59  | 59  | 32.3 | .456 | .346 | .881 | 4.0 | 4.8 | 1.1 | .3  | 18.5 |
| 2020–21  | DEN      | 48  | 48  | 35.5 | .477 | .408 | .869 | 4.0 | 4.8 | 1.3 | .3  | 21.2 |
| 2022–23† | DEN      | 64  | 64  | 32.9 | .453 | .398 | .832 | 4.0 | 6.2 | 1.0 | .2  | 20.0 |
| 2023–24  | DEN      | 59  | 59  | 31.5 | .481 | .425 | .853 | 4.1 | 6.5 | 1.0 | .7  | 21.2 |
| 2024–25  | DEN      | 67  | 67  | 36.1 | .474 | .393 | .886 | 3.9 | 6.0 | 1.4 | .5  | 21.4 |
| 職業生涯 | 職業生涯 | 536 | 461 | 31.3 | .455 | .381 | .870 | 3.8 | 4.7 | 1.0 | .4  | 18.0 |

#### 季後賽
| 賽季     | 球隊     | GP | GS | MPG  | FG%  | 3P%  | FT%  | RPG | APG | SPG | BPG | PPG  |
| -------- | -------- | -- | -- | ---- | ---- | ---- | ---- | --- | --- | --- | --- | ---- |
| 2019     | DEN      | 14 | 14 | 36.3 | .425 | .337 | .903 | 4.4 | 4.7 | 1.0 | .1  | 21.3 |
| 2020     | DEN      | 19 | 19 | 39.6 | .505 | .453 | .897 | 4.8 | 6.6 | .9  | .3  | 26.5 |
| 2023†    | DEN      | 20 | 20 | 39.9 | .473 | .396 | .926 | 5.7 | 7.1 | 1.5 | .3  | 26.1 |
| 2024     | DEN      | 12 | 12 | 38.5 | .402 | .315 | .923 | 4.3 | 5.6 | .8  | .5  | 20.6 |
| 2025     | DEN      | 14 | 14 | 41.3 | .444 | .354 | .875 | 4.9 | 5.2 | 1.2 | .8  | 21.8 |
| 職業生涯 | 職業生涯 | 79 | 79 | 39.2 | .457 | .383 | .904 | 4.9 | 6.0 | 1.1 | .4  | 23.7 |

## 國家隊生涯
莫瑞在2013年於烏拉圭舉行的FIBA美洲U-16錦標賽，代表加拿大國家隊。他在系列賽以平均17分，6籃板及2.4抄截帶領加拿大隊贏得銅牌。莫瑞也在2015年的泛美洲運動會上代表加拿大出賽，並贏得銀牌。該系列賽，他以平均16分，3.2籃板，2.4助攻作收，命中率45.9%。

## 獎項及榮譽

### NBA
- 西部分區單月新秀：2016年 10/11月
- 2016-17賽季 NBA最佳新秀陣容第一隊
- 2022-23賽季 NBA總冠軍

### 大學生涯
- 全美第三隊（2016）
- 东南联盟第一隊  (2016)
- 东南联盟新秀第一隊  (2016)
- 东南联盟錦標賽第一隊  (2016)